# Skillet
Skillet es una banda de rock cristiano y metal cristiano originaria de Tennessee, fundada en 1996 y conformada por John y Korey Cooper, Seth Morrison y Jen Ledger. El grupo ha publicado Doce álbumes de estudio, el más reciente, Revolution, en el 2024. Dos de sus discos, Collide y Comatose recibieron nominación al Grammy. El sonido de la banda se ha descrito como rock alternativo, hard rock, y rock sinfónico, y ha sido caracterizada por elementos electrónicos.

## Historia

### 1996
Skillet se formó en Memphis, Tennessee en 1996 cuando John Cooper, y Ken Steorts decidieron formar una banda; poco después, Trey McClurkin se unió a la banda como baterista. Llevaban un mes juntos cuando ForeFront Records mostró interés en ellos para lanzar su disco homónimo.
Durante 1997, Skillet compaginó su gira de presentación con la preparación del siguiente álbum, titulado Hey You, I Love Your Soul, lanzado en abril de 1998. Pronto se uniría a la formación Korey Cooper, la esposa de John, para tocar los teclados.
Poco antes de que la banda comenzara la grabación de su tercer álbum, Steorts dejó la banda y fue sustituido por Kevin Haaland. Después del lanzamiento de Invincible, Trey McClurkin dejó la banda y fue reemplazado por la baterista Lori Peters.

### 2000

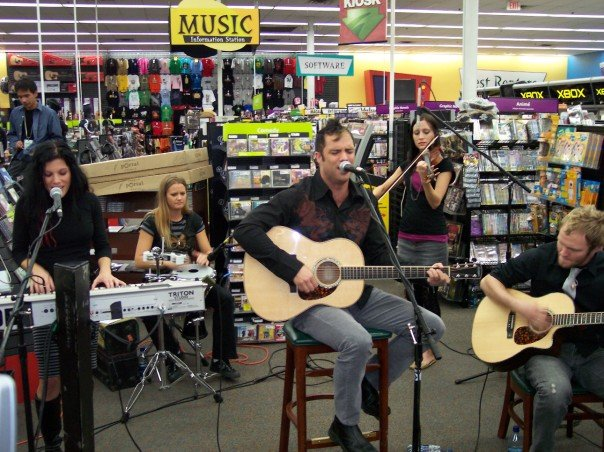

Con poco tiempo entre giras, Skillet grabó su quinto álbum, Alien Youth, y fue lanzado el 28 de agosto del 2001. Antes de su lanzamiento, Haaland dejó la banda y Ben Kasica se hizo cargo de la guitarra.
En 2003, Collide fue lanzado por Ardent Records.  A partir de este año Korey asume la guitarra rítmica. Collide llamó la atención de Lava Records, una división de Atlantic Records, compañía que luego compraría sus derechos y lo relanzó con una canción adicional, "Open Wounds". En el 2005 el álbum recibió una nominación al Grammy.
El álbum Comatose fue lanzado el 3 de octubre de 2006 debutando en el puesto número 55 en el Billboard 200 y número 4 en la lista de música cristiana. En enero de 2008, Lori Peters se retiró de la banda y se dedicó a entrenar a su reemplazo, Jen Ledger. En octubre la banda lanzó un CD/DVD llamado Comatose Comes Alive.
Skillet entró al estudio para grabar con el productor nominado al Grammy Howard Benson. El álbum, titulado Awake, fue lanzado el 25 de agosto de 2009. Se ubicó en el puesto #2 en el Billboard Top 200, vendiendo más de 100.000 unidades en su primera semana. Skillet obtuvo tres Premios Billboard y fue nominado a seis para la 41.ª entrega de Dove Awards. Comatose fue certificado Oro por RIAA el 3 de noviembre.

### 2010
El 14 de febrero del 2011 Skillet anunció que Ben Kasica deja la banda, y, a partir del 16 de abril, Seth Morrison lo sustituye.
John Cooper dijo a RadioU que la banda se dirigiría al estudio en octubre del 2012 para grabar con Howard Benson. El 12 de diciembre, Awake fue certificado disco de platino por RIAA. Cooper anunció que el nuevo álbum es titulado Rise, el cual, lanzado el 25 de junio del 2013, debutó en el puesto #4 del Billboard 200, vendiendo 90.000 copias en su primera semana. Skillet tocó "Rise" el 11 de julio en Conan. La banda ganó un Dove Award por "Sick of It." En el 2014 recibieron dos nominaciones en los Premios Billboard y ganaron dos en los Dove Awards.
El 12 de julio del 2016 la RIAA anunció que Rise ha sido honrado con la certificación de oro. El 5 de agosto la banda lanzó su noveno álbum, titulado Unleashed, el cual en su primera semana vendió 80.000 copias en los Estados Unidos, ocupando el puesto #3 del Billboard Top 200.
La banda obtuvo tres nominaciones en los Premios Billboard y tres en los Dove Awards del 2017. El 17 de noviembre el grupo lanzó Unleashed Beyond, la edición de lujo del álbum. Jen Ledger inició su proyecto como solista, lanzando un EP titulado LEDGER el 12 de abril de 2018. Skillet recibió dos nominaciones en los Dove Awards 2018, de las cuales ganó una. En septiembre, John Cooper anunció su nueva banda, Fight the Fury, la cual lanzó un EP titulado Still Breathing el 26 de octubre. El 4 de diciembre Unleashed fue certificado Oro.
El 7 de mayo de 2019, Skillet lanzó "Legendary" como el primer sencillo de su décimo álbum, Victorious. El 14 de junio, la banda lanzó dos canciones: "Save Me" y "Anchor". El 27 de julio lanzaron "You Ain't Ready". El álbum fue lanzado vía Atlantic Records el 2 de agosto. El 23 de septiembre, WWE reveló que "Legendary" será el tema musical para las siguientes temporadas de RAW.

### 2020
En diciembre del 2020, John Cooper lanzó su primer libro, Awake & Alive to Truth: Finding Truth in the Chaos of a Relativistic World.
El 15 de septiembre del 2021, Skillet lanzó "Surviving the Game", el primer sencillo de su undécimo álbum de estudio, Dominion, el cual fue lanzado el 14 de enero de 2022.
En julio de 2025, Skillet confirma su tercer tour latinoamericano para octubre, donde visitaran nuevamente países como Brasil y Argentina y otros donde nunca han estado como Chile y Perú.

## Miembros
Miembros oficiales actuales
- John Cooper – voz, bajo, guitarra acústica (1996–presente); teclados (1996–1999)
- Korey Cooper – teclados, sintetizadores, guitarra rítmica, coros (1999–presente)
- Jen Ledger - batería, coros, voz (2008–presente)
- Seth Morrison – guitarra principal (2011–presente), coros en vivo (2019–presente)

Miembros oficiales anteriores
- Ken Steorts – guitarra (1996–1999)
- Trey McClurkin – batería (1996–2000)
- Kevin Haaland – guitarra principal (1999–2001)
- Lori Peters – batería (2000–2008)
- Ben Kasica – guitarra principal (2001–2011)
- Jonathan Salas – guitarra principal (2011)

Miembros de gira actuales
- Tate Olsen – violonchelo (2008–presente)

Miembros de gira anteriores
- Billy Dawson – guitarra (2000)
- Faith Stern – teclados, coros (2002–2003)
- Chris Marvin – guitarra, coros (2002–2003, 2005–2006)
- Andrea Winchell – teclados (2005–2006)
- Jonathan Chu – violín (2008–2016)
- Scotty Rock – bajo (2009–2011)
- Drew Griffin – violín (2017)
- Jarob Bramlett  – batería (2019)
- Lacey Sturm – voz (2019)

## Discografía
| Publicación                                     | Álbum                     | Sello discográfico       | Certificaciónes |
| ----------------------------------------------- | ------------------------- | ------------------------ | --------------- |
| 29-Oct-1996                                     | Skillet                   | Ardent / ForeFront       | —               |
| 21-Abr-1998                                     | Hey You, I Love Your Soul | Ardent / ForeFront       | —               |
| 01-Feb-2000                                     | Invincible                | Ardent / ForeFront       | —               |
| 28-Ago-2001                                     | Alien Youth               | Ardent                   | —               |
| 18-Nov-2003                                     | Collide                   | Ardent / Lava / INO      | —               |
| 03-Oct-2006                                     | Comatose                  | Ardent / Lava / Atlantic | RIAA: Platino   |
| 25-Ago-2009                                     | Awake                     | Ardent / Lava / Atlantic | RIAA: 2×Platino |
| 25-Jun-2013                                     | Rise                      | Atlantic                 | RIAA: Oro       |
| 05-Ago-2016                                     | Unleashed                 | Atlantic / Word          | RIAA: Oro       |
| 02-Ago-2019                                     | Victorious                | Atlantic                 | —               |
| 14-Ene-2022                                     | Dominion                  | Atlantic                 | —               |
| 1-Nov-2024                                      | Revolution                | Hear It Loud             | —               |
| "-" denota un lanzamiento que no se certificó.. |                           |                          |                 |

## Premios y nominaciones
| Año  | Premiación             | Nominación        | Categoría               | Resultado |
| ---- | ---------------------- | ----------------- | ----------------------- | --------- |
| 2003 | Dove Awards            | "Savior"          | Canción de Rock Moderno | Nominado  |
| 2004 | Premios Grammy         | Collide           | Álbum de Góspel Rock    | Nominado  |
| 2006 | Premios Grammy         | Comatose          | Álbum de Góspel Rock    | Nominado  |
| 2006 | Dove Awards            | Comatose          | Álbum de Rock           | Nominado  |
| 2006 | Dove Awards            | "Comatose"        | Canción de Rock         | Ganador   |
| 2009 | Dove Awards            | Skillet           | Grupo del Año           | Nominado  |
| 2009 | Dove Awards            | "Hero"            | Canción de Rock         | Nominado  |
| 2009 | Dove Awards            | "Monster"         | Vídeo Corto             | Nominado  |
| 2009 | Dove Awards            | Awake             | Álbum de Rock           | Nominado  |
| 2010 | Billboard Music Awards | Awake             | Álbum Cristiano         | Ganador   |
| 2013 | Dove Awards            | "Sick of It"      | Canción de Rock         | Ganador   |
| 2014 | Dove Awards            | "Not Gonna Die"   | Canción de Rock         | Ganador   |
| 2014 | Dove Awards            | Rise              | Álbum de Rock           | Ganador   |
| 2014 | Billboard Music Awards | Rise              | Álbum Cristiano         | Nominado  |
| 2014 | Billboard Music Awards | Skillet           | Artista Cristiano       | Nominado  |
| 2017 | Billboard Music Awards | Skillet           | Artista Cristiano       | Nominado  |
| 2017 | Billboard Music Awards | Unleashed         | Álbum Cristiano         | Nominado  |
| 2017 | Billboard Music Awards | "Feel Invincible" | Canción Cristiana       | Nominado  |
| 2017 | Dove Awards            | "Feel Invincible" | Canción del Año         | Nominado  |
| 2017 | Dove Awards            | "Feel Invincible" | Canción de Rock         | Nominado  |
| 2017 | Dove Awards            | Unleashed         | Álbum de Rock           | Nominado  |
| 2018 | Dove Awards            | Unleashed Beyond  | Álbum de Rock           | Ganador   |
| 2018 | Dove Awards            | "Brave"           | Canción de Rock         | Nominado  |
| 2020 | Dove Awards            | "Legendary"       | Canción de Rock         | Ganador   |
| 2020 | Dove Awards            | Victorious        | Álbum de Rock           | Ganador   |
| 2020 | Billboard Music Awards | Victorious        | Álbum Cristiano         | Nominado  |